# Закон Гей-Люссака

Анимация, представляющая зависимость объёма газа от температуры (закон Гей-Люссака)

Закон Гей-Люссака — закон пропорциональной зависимости объёма газа от абсолютной температуры при постоянном давлении (то есть в изобарном процессе), названный в честь французского физика и химика Жозефа Луи Гей-Люссака, впервые опубликовавшего его в 1802 году.
В англоязычной литературе закон Гей-Люссака обычно называют законом Шарля. Кроме того, законом Гей-Люссака называют также химический закон объёмных отношений.

## Неоднозначность терминологии
В русско- и англоязычной научной литературе существуют некоторые различия в наименовании законов, связанных с именем Гей-Люссака. Эти различия представлены в следующей таблице.
| Русскоязычное название   | Англоязычное название                                     | Формула                                         |
| ------------------------ | --------------------------------------------------------- | ----------------------------------------------- |
| Закон Гей-Люссака        | Закон Шарля Закон Гей-Люссака Закон объёмов (Volumes Law) | {\displaystyle {\frac {V}{T}}=\mathrm {const} } |
| Закон Шарля              | Закон Гей-Люссака Второй закон Гей-Люссака                | {\displaystyle {\frac {P}{T}}=\mathrm {const} } |
| Закон объёмных отношений | Закон Гей-Люссака                                         |                                                 |

## История открытия
Неоднозначность терминологии связана с историей открытия газовых законов. Закон объёмов (называемый в русскоязычной литературе законом Гей-Люссака) впервые был опубликован в открытой печати в 1802 году Гей-Люссаком, однако сам Гей-Люссак считал, что открытие было сделано Жаком Шарлем в неопубликованной работе, относящейся к 1787 году. Независимо от них закон был открыт в 1801 году английским физиком Джоном Дальтоном. Кроме того, качественно закон был описан французом Гийомом Амонтоном в конце XVII века.
За кем бы ни оставался приоритет этого открытия, Гей-Люссак первым продемонстрировал, что закон применим ко всем газам, а также к парам летучих жидкостей при температуре выше точки кипения. Математически он выразил своё открытие так:
{\displaystyle \ V_{100}-V_{0}=kV_{0},}
где {\displaystyle V_{100}} — объём данного количества газа при температуре 100 °C; {\displaystyle V_{0}} — объём того же газа при 0 °C; {\displaystyle k} — константа, одинаковая для всех газов при одинаковом давлении. Эта формулировка не использует понятие абсолютной температуры, поскольку в то время оно ещё не было введено.
Гей-Люссак дал для константы {\displaystyle k} значение {\displaystyle {\frac {1}{2{,}6666}}}, что достаточно близко к современному значению, равному {\displaystyle {\frac {1}{2{,}7315}}}.

## Формулировка закона
Закон Гей-Люссака в современной формулировке утверждает, что при постоянном давлении объём постоянной массы газа пропорционален абсолютной температуре. Математически закон выражается следующим образом:
{\displaystyle V\sim T}
или
{\displaystyle {\frac {V}{T}}=\mathrm {const} ,P=\mathrm {const} }
где {\displaystyle V} — объём газа, {\displaystyle T} — температура, {\displaystyle P} — давление.
Если известно состояние газа при неизменном давлении и двух разных температурах, закон может быть записан в следующей форме:
{\displaystyle {\frac {V_{1}}{T_{1}}}={\frac {V_{2}}{T_{2}}}\quad } 
или 
{\displaystyle {V_{1}}{T_{2}}={V_{2}}{T_{1}}}.

## Закон объёмных отношений
Согласно закону объёмных отношений, если два газа участвуют в химической реакции, то отношение их объёмов, измеренных при одинаковой температуре и давлении образуют дробь, числитель и знаменатель которой являются небольшими целыми числами.
Этот закон отражает тот факт, что
- одинаковые объёмы газов при одинаковых температуре и давлении содержат одинаковые количества молекул (закон Авогадро);
- в химической реакции участвует целое количество молекул и на одну молекулу вещества приходится одинаковое количество молекул другого вещества (стехиометрия химической реакции), которое определяется коэффициентами уравнения реакции.